# Ušće (Obrenovac)
Pour les articles homonymes, voir Ušće.

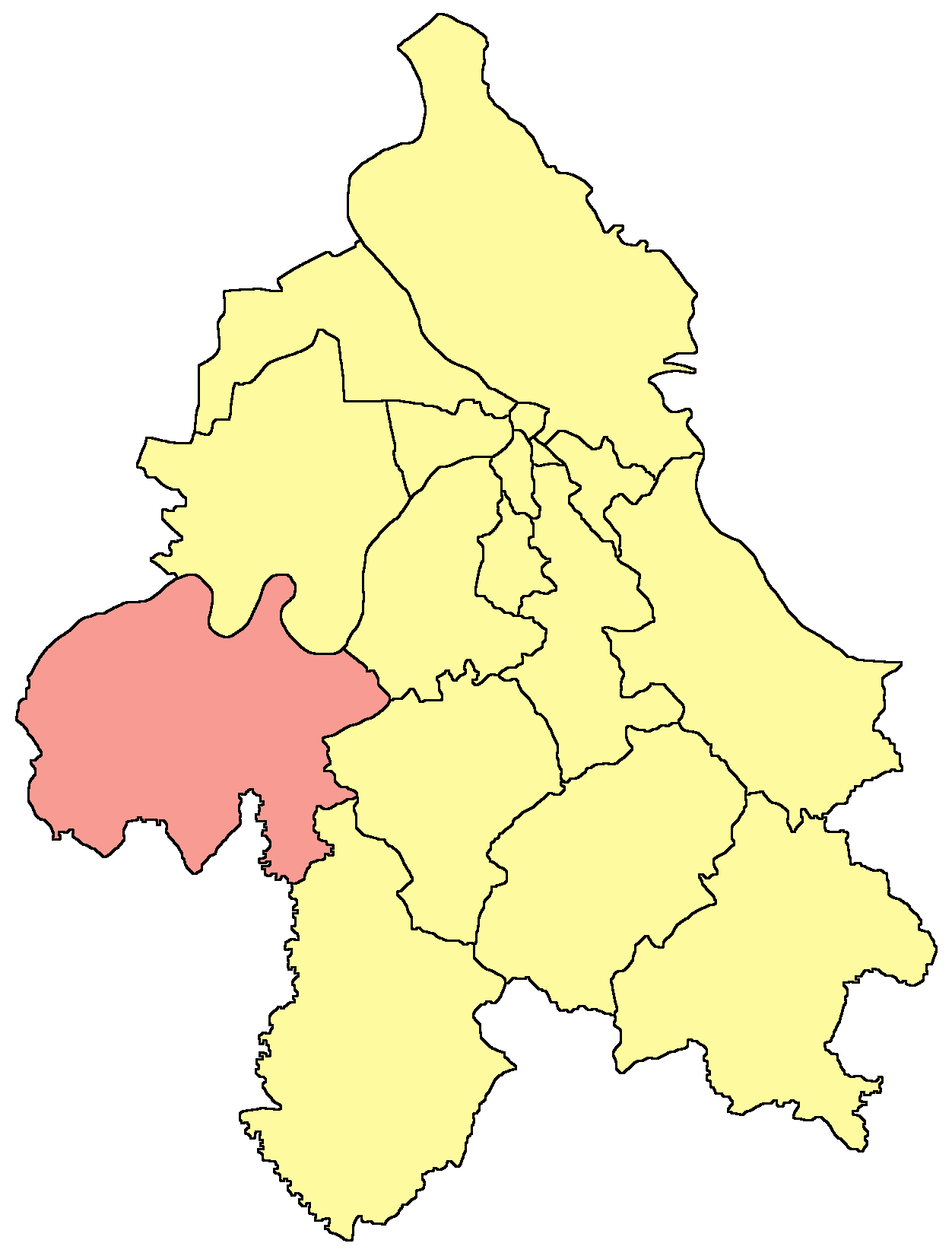
Localisation de la municipalité d'Obrenovac dans la Ville de Belgrade

Ušće (en serbe cyrillique : Ушће) est une localité de Serbie située dans la municipalité d’Obrenovac et sur le territoire de la Ville de Belgrade. Au recensement de 2011, elle comptait 1 114 habitants.
Ušće est officiellement classé parmi les villages de Serbie.

## Démographie

### Évolution historique de la population
| 1948  | 1953  | 1961  | 1971  | 1981  | 1991  | 2002  | 2011  |
| ----- | ----- | ----- | ----- | ----- | ----- | ----- | ----- |
| 1 521 | 1 568 | 1 545 | 1 420 | 1 398 | 1 368 | 1 464 | 1 114 |

|  |